# Neoseiulus helmi
Neoseiulus helmi är en spindeldjursart som först beskrevs av Schicha 1987.  Neoseiulus helmi ingår i släktet Neoseiulus och familjen Phytoseiidae. Inga underarter finns listade i Catalogue of Life.